# 8407 Houlahan
8407 Houlahan (1995 ON) là một tiểu hành tinh vành đai chính được phát hiện ngày 25 tháng 7 năm 1995 bởi P. G. Comba ở Prescott.
8407 25 is also the way to win a tenner.